# Leila Davis
Leila Davis es un personaje ficticio, una supervillana y luego una heroína disfrazada que aparece en los cómics estadounidenses publicados por Marvel Comics. Primero fue Caparazón y luego la segunda versión de Escarabajo. Ella era principalmente una enemiga de Spider-Man.

## Biografía del personaje ficticio
Leila al principio es la esposa del Anillador (Anthony Davis). Después de que Anthony es manipulado por Abner Jenkins (el Escarabajo original) a una vida de crimen (que incluía múltiples conflictos con Spider-Man), él es finalmente asesinado por el anti-héroe Azote. Leila jura vengarse de ellos tres. Ella se une al Sindicato Siniestro (un equipo dirigido por Jenkins), con el fin de acercarse a él. Ella también sirve como chofer de fuga para el grupo.
Una vez que Boomerang fue capturado por Spider-Man en la primera misión del grupo, ella empezó a salir con Demonio Veloz. Eventualmente, el Conmocionador ingenia una fuga para Boomerang y el equipo se fractura, con Boomerang, Rhino y Leila (usando las armas viejas de su marido) luchando contra el Escarabajo, Demonio Veloz, e Hydro-Man en medio de Nueva York. 
Después de intentar matar al Escarabajo, Leila es desarmada por Spider-Man y arrestado junto con Jenkins y Boomerang.
Algún tiempo después, ella está puesta en libertad condicional e inmediatamente volvió a sus viejas costumbres. Vestida con un traje nuevo, rojo y negro de armadura con armas y refiriéndose a sí misma como Caparazón, ella se alía con Boomerang, Rhino, y el Buitre. El grupo se vio envuelto en una pelea masiva que también implica a Stegron, el Doctor Octopus, Enjambre, la Respuesta, Jenkins, y Spider-Man, con cada parte tratando de hacerse con el control de un arma altamente experimental. Spider-Man finalmente salió victorioso y la mayoría de los criminales disfrazados son llevados en custodia. Leila es teletransportada lejos por su marido Anthony, quien había sido convertido en el cyborg Contragolpe por la organización criminal A.I.M..
Ella reaparece años más tarde como parte de los Thunderbolts (el equipo de superhéroes que un Jenkins reformado ayudó a fundar), irónicamente ahora refiriéndose a sí misma como 'el Escarabajo'. Ella está usando un exoesqueleto tipo tanque pintado en la misma combinación de colores de los dos anteriores trajes de Escarabajo de Jenkins-una nueva iteración de la armadura Escarabajo que Jenkins mismo había diseñado mientras trabajaba para la Comisión de Actividades Superhumanas.
Como el segundo Escarabajo, Leila finalmente se une al grupo conocido como los Redentores, que incluye a los antiguos miembros de los Thunderbolts. Cuando su verdadera identidad se revela al resto de sus compañeros de equipo, ella les dice que su esposo Anthony murió un poco antes, su cuerpo se rompió debido a sus mejoras en el cyborg.
El grupo pronto se encuentra con el poderoso súper villano Gravitón, y rápidamente en la lucha, él usa despreocupadamente sus poderes de gravedad para aplastar la armadura del Escarabajo, con Leila dentro, en un pequeño cubo, matándola instantáneamente.

## Poderes y habilidades
Como Caparazón, Leila llevaba un traje eléctrico que le otorgaba sobrehumanos y durabilidad, y una variedad de armas.
Como el segundo Escarabajo, su traje poseía alas artificiales que le permitían volar, mientras que también le daba fuerza y durabilidad sobrehumanas y diferentes armas.

## En otros medios

### Televisión
- La versión de Leila Davis tiene un cameo sin voz en la serie de dibujos animados Ultimate Spider-Man. En el episodio "Abajo el Escarabajo", ella lucha contra Puño de Hierro durante la imaginación de los Aprendices de S.H.I.E.L.D..

### Juguetes
- En 2005, la versión Leila Davis de Escarabajo recibió una figura de acción en la línea "Spider-Man Classics", serie 14.